# TuS Ascota Chemnitz
Der  TuS Ascota Chemnitz ist ein deutscher Sportverein aus Chemnitz, dessen Fußballabteilung bis 1997 existierte. Heimstätte war der Sportplatz an der Dittersdorfer Straße (Abriss 1997) im Fritz-Heckert-Gebiet. Der Verein hat über 350 Mitglieder in den Sportarten Billard, Volleyball, Gymnastik, Eislauf, Walking, und Wintersport.

## Sektion Fußball
Ascota Chemnitz wurde nach 1945 unter der Bezeichnung BSG Motor Astra Chemnitz gegründet, später erfolgte im Bezug auf die Namensänderung der Stadt die Umbenennung in BSG Motor Astra Karl-Marx-Stadt. Die BSG trat anfangs im Chemnitzer Lokalbereich in Erscheinung. Ab 1965 spielte die BSG als Motor Ascota Karl-Marx-Stadt, Trägerbetrieb war der VEB Buchungsmaschinenwerk Karl-Marx-Stadt. Mit dem neuen Namen und dem Beitritt der zuvor aufgelösten BSG Motor West Karl-Marx-Stadt stellte sich der sportliche Erfolg ein. 1973 stieg die Mannschaft in die Bezirksliga auf. Dort verharrte man vier Jahre, ehe 1977 erneut die Bezirksmeisterschaft erkämpft wurde. Dabei war die Ascota über viele Jahre hinter dem FC Karl-Marx-Stadt und Motor „Fritz Heckert“ die drittstärkste Fußballmannschaft in Chemnitz. Danach erfolgte ein Wechselspiel zwischen DDR- und Bezirksliga, bis Motor Ascota 1982 endgültig in die Bezirksliga abstieg. Als nach der deutschen Wiedervereinigung die Bildung unabhängiger Vereine möglich wurde, gründeten Mitglieder der bisherigen Betriebssportgemeinschaft 1990 den Verein TuS Ascota Chemnitz. Die Fußballabteilung spielte ab sofort eine bescheidene Rolle und hatte nur 1994 mit dem Gewinn der Kreismeisterschaft ein Erfolgserlebnis.
1997 fusionierte Ascota mit dem zweiten Verein im Chemnitzer Stadtpark, dem BSC Altchemnitz (ehemals Motor Modul KMST) zum Altchemnitzer BSC 97 und erreichte nach mehreren Aufstiegen in Folge die zwischenzeitliche Teilnahme in der Landesliga Sachsen. Durch eine erneute Fusion mit Rapid Kappel (ehemals BSG Chemie KMST) ist der Verein seit 2001 im BSC Rapid Chemnitz aufgegangen.

## Logohistorie

Logo der BSG Motor Ascota KMST (bis 1990)
Logo des kurzzeitigen Nachfolger Altchemnitzer BSC
Logo des BSC Rapid Chemnitz

## Statistik
- Teilnahme DDR-Liga: 1977/78, 1981/82
- Ewige Tabelle der DDR-Liga: Rang 99 (Daten von Motor West eingerechnet)

## Personen
- Fritz Feister
- Wolfgang Lötzsch
- Werner Marschner